# Scuola pergamena

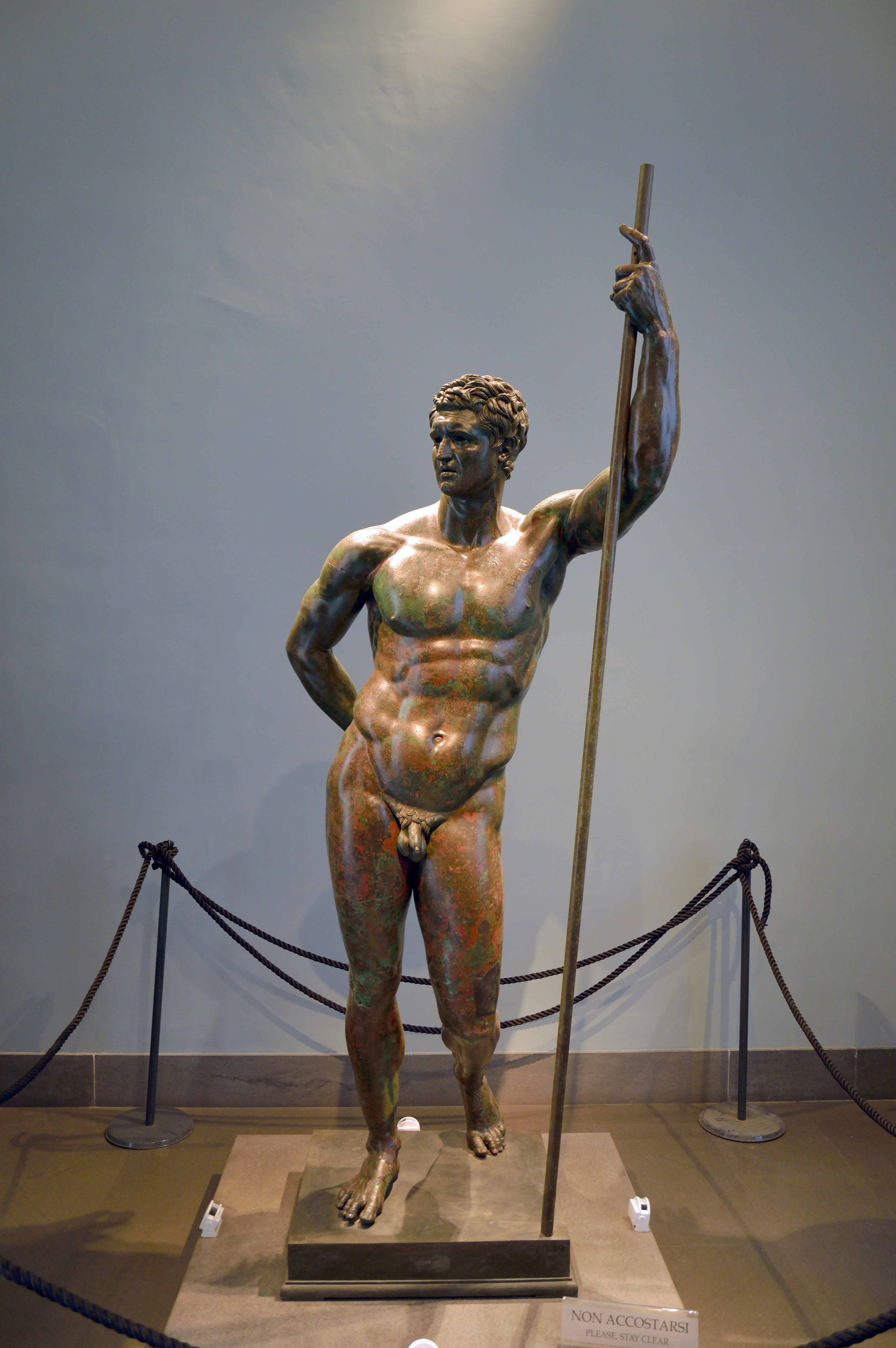
Statua in bronzo di un principe attalide, probabilmente Attalo II (opera ellenistica, oggi a Roma presso Palazzo Massimo).

La scuola pergamena fu una scuola filologica e scientifica antica con sede a Pergamo. Uno dei suoi massimi direttori fu Cratete di Mallo.
Nel vivace contesto culturale pergameno si sviluppò anche la scuola artistica di Pergamo.

## Storia
La scuola, fondata durante l'apogeo del Regno di Pergamo, alleato di Roma (in quel momento la principale potenza del Mediterraneo), divenne una delle più importanti dell'antichità. 
Nel contesto culturale della scuola esisteva una biblioteca, fondata nel 150 a.C., che era seconda solo a quella di Alessandria, diretta dal filosofo e geografo Cratete di Mallo. 
Più tardi la scuola visse un periodo di declino, cedendo il passo alla scuola di Rodi. 

## Principali esponenti
- Cratete di Mallo
- Antigono di Caristo